# MV Liemba
 (juin 2021).
Le MV Liemba, initialement appelé le Graf von Götzen, est un ferry naviguant sur la côte est du lac Tanganyika. Il a été construit en 1913 par les colons allemands, il fut utilisé comme navire de guerre, sur ce même lac, durant la Première Guerre mondiale. Pendant la guerre, au cours du retrait de Kigoma, il fut sabordé puis renfloué par les Britanniques. Aujourd'hui, il est la propriété de la Tanzania Railways Corporation et fait la liaison entre les ports de Kigoma en Tanzanie et Mpulungu en Zambie, il réalise de nombreux arrêts entre ces deux villes.
Ce bateau a servi d'inspiration pour le bateau de guerre allemand Empress Luisa, dans le roman The African Queen (1935), et dans la version cinématographique.

## Histoire

### Les débuts
Le Graf von Götzen a été construit en 1913 aux chantiers navals allemands Meyer Werft, à Papenburg. Son nom fait référence au comte (Graf en allemand) Gustav Adolf von Götzen, premier gouverneur de l'Afrique orientale allemande. Peu après sa construction, le bateau fut démonté, puis partit pour l'Afrique de l'Est afin de consolider la présence allemande dans cette zone. Il arriva à Dar es Salam et fut transporté jusqu'au lac Tanganyika par chemin de fer et même à dos d'homme. Après une reconstruction à Kigoma, il est lancé en janvier 1915.

### Première Guerre mondiale

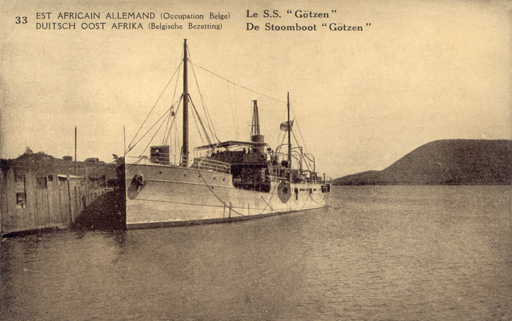
Goetzen 1915

Au début de la guerre, les Allemands s'assurèrent la domination complète du lac grâce au Graf von Götzen. Le bateau était d'utilisation double, il servait au transport de personnel et de fret à travers le lac, mais aussi à réaliser des attaques surprise contre les troupes alliées. Il fut équipé, après le sabordage du SMS Königsberg, de deux de ses canons. S'emparer du lac devint un objectif essentiel pour les forces alliées. Sous le commandement de Geoffrey Spicer-Simson et de la Royal Navy, ils firent venir deux navires à moteur (Mimi et Toutou) depuis l'Angleterre, par le rail, la route et le fleuve à Kalemie sur le rivage occidental du lac Tanganyika. Les deux bateaux restèrent inactifs jusqu'en décembre 1915, puis montèrent une attaque surprise sur les Allemands, avec la capture du canonnier Kingani. Un autre navire allemand, le Hedwig, fut coulé en février 1916, le Götzen restant le seul navire allemand pour commander le lac.
En raison de leur position renforcée sur le lac, les alliés commencèrent à avancer sur le lac en direction de Kigoma tandis que les Belges établirent une base aérienne sur le rivage occidental, à Albertville, où ils montèrent 4 hydravions biplans de type court, arrivés d'Angleterre, en pièces détachées ! Ce fut de là, que le 10 juin 1916, deux de ces hydravions biplaces furent lancés et survolèrent le "Graf von Götzen". Seul le second aéronef fera mouche en réussissant à toucher le navire allemand au niveau de la plage-arrière, au moyen d'une bombe de 65 livres, lancée manuellement, comme sur le Front de l'Yser, par-dessus la carlingue de l'avion. Les Belges savaient depuis longtemps que les canons de divers calibres de ce navire n'avaient été conçus que pour des tirs vers la rive ou en direction d'autres bateaux, mais non vers des avions le survolant à plus de 60° de hauteur! Ce bombardement eut pour effet d'endommager sérieusement la gouverne du "Graf von Götzen" qui ne pouvait plus que tourner en rond... Dès lors, la canonnière, incapable de manœuvrer, renonça immédiatement à son activité de tirs.
Le moral des Allemands souffrit beaucoup de cette cuisante défaite. Avant d'abandonner le navire, celui-ci fut dépouillé de son canon de 105, ce dernier étant réclamé par les troupes allemandes à terre.

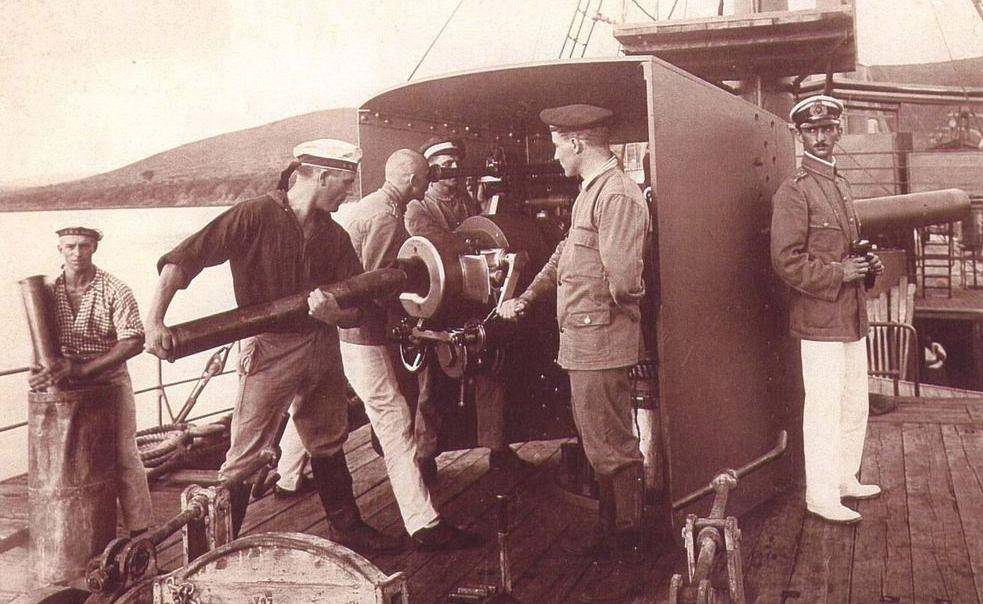
Canon du Goetzen provenant du SMS Königsberg (octobre 1916)

Ensuite, l'équipage quitta l'imposant navire après l'avoir sabordé et coulé à une profondeur d'une vingtaine de mètres.
La guerre sur le lac ayant cessé faute de nouvelles attaques navales allemandes, cette victoire aéronavale faisait sauter le verrou allemand de Kigoma vers l'Est. La guerre terrestre progressa, en grande partie à l'avantage des alliés, qui détruisirent la voie ferrée en juillet 1916 et menacèrent d'isoler complètement Kigoma. Ainsi, le commandant allemand Gustav Zimmer abandonna la ville. Afin d'éviter que son bateau ne fût pris par les alliés, il le coula également à faible profondeur, près de la rive du Katabe Bay (désignation belge : baie de l’Éléphant ; désignation britannique : Bangwe Bay) à la position 04° 54' 05" S; 029° 36' 12" le 26 juillet.

### Le renflouage
Le Graf von Götzen resta gisant au fond du lac jusqu'en 1924, quand il fut renfloué par les Anglais, pour faciliter le transport autour du lac dans le nouveau protectorat du Tanganyika. Ils constatèrent que les moteurs et les chaudières étaient encore utilisables et le bateau fut remis en service en 1927 comme bac transport de passagers et de cargaison sous le nouveau nom de MV Liemba.

### Service de transport de passagers
Ce ferry fonctionne presque continuellement depuis 1927. Après l'indépendance tanzanienne en 1961, la Tanzania Railways Corporation a assuré le fonctionnement du bateau, lui permettant de le relier avec les services de la ligne centrale de Kigoma à Dar es Salaam. En 1970, le bateau a subi sa dernière révision, au cours de laquelle le moteur traditionnel à charbon a été remplacé par un Diesel et la cabine a été améliorée, permettant une augmentation du nombre de passagers de 430 à 600.
En 1997, le Liemba a été employé par le Haut Commissariat des Nations unies pour les réfugiés (UNHCR), avec le MV Mwongozo, pour transporter plus de 75 000 réfugiés qui avaient quitté le Zaïre pendant la Première Guerre du Congo, à la suite du renversement du dictateur Mobutu Sese Seko. Le bateau a fait un total de 22 voyages entre Kigoma et Uvira pendant cette opération de cinq mois.
Aujourd'hui, le Liemba réalise deux allers-retours Kigoma à Mpulungu par mois. Du mercredi au vendredi de Kigoma à Mpulungu et dans l'autre sens du vendredi au dimanche. Le logement s'étend de la 1re classe (cabine de luxe) à la 3e classe (location de sièges seulement). Les villes de Kigoma, Mpulungu et Kasanga sont équipées de ports, mais à tous autres arrêts, les passagers doivent descendre sur le rivage par de petites embarcations. Les arrêts notables le long de l'itinéraire incluent Lagosa (pour le Parc national des monts Mahale), Karema (pour Mpanda) et Kasanga (pour Sumbawanga).
En 2012 l'état du bateau est fortement dégradé, de nombreuses réparations ont déjà été différées pour des raisons budgétaires. De plus la mise en cale du bateau est actuellement impossible, car, pour une durée indéterminée, le Liemba est le seul ferry circulant sur le lac. En effet, le MV Mwongozo est actuellement loué par une compagnie pétrolière et ne peut donc remplacer le Liemba. Un arrêt des liaisons commerciales porterait un coup fatal à l'économie des riverains.
En 2017, il est toujours en activité et fait l'objet d'un article de Vice. Il est toujours en service en août 2018.

## Dans la culture

### The African Queen
La bataille du lac Tanganyika a inspiré le roman de 1935, The African Queen, de C. S. Forester. La canonnière allemande Königin Luisa (nommée par le héros Charlie Allnutt sous le nom du Luisa), est inspirée du Graf von Götzen. De plus, les événements dépeints dans le film sont inspirés de l'opération effectuée par les Anglais, mais les événements réels décrits dans le livre sont peu ressemblants avec les faits réels. Le roman a été plus tard adapté en film, le classique de 1951 L'Odyssée de l'African Queen, avec dans les rôles principaux Humphrey Bogart et Katharine Hepburn. La canonnière utilisée pour le tournage est le Lugard II, propriété des chemins de fer d'East African, et fonctionnant sur le lac Édouard, et par le vapeur Buganda sur le lac Victoria. Le film a cependant apporté une certaine notoriété au Götzen/Liemba. À l'instar du Graf von Götzen, le Luisa a fini au fond du lac Tanganyika, à la suite d'une collision avec l'épave de l’Africa Queen à la fin du film.

### Autres
- Madame Livingstone, une bande dessinée de Barly Baruti et Christophe Cassiau-Haurie, décrit la chasse faite par l'armée belge au Graf von Götzen pendant la Première Guerre mondiale.
- L'émission Faut pas rêver du 22 février 2013 avec Tania Young, sur la chaîne France 3, a présenté un documentaire sur le MV Liemba.
- Le navire est largement présenté dans l'épisode La course à la vie (Tanzanie, entre sorcellerie et survie sur YouTube) de la saison 10 de la série de documentaires Les Routes de l'impossible[4].